# سيليجاس
سيليجاس، (بالإنجليزية: Selegas)‏، هي بلدية، في مقاطعة جنوب سردينيا، في منطقة سردينيا الإيطالية، وتقع على بعد حوالي 40 كم (25 ميل) إلى الشمال من كالياري. في 31 ديسمبر 2004، كان عدد سكانها 1511 مساحة 20.5 كيلومتر مربع (7.9 ميل مربع).

## السكان
في سنة 1861 بلغ عدد السكان 1٬131 نسمة، وتطور العدد ليصل في سنة 2011 لـ 1٬433 نسمة.
يظهر هذا المخطط البياني تطور النمو السكاني لـ سيليجاس